# Víctor Mora
Pour les articles homonymes, voir Mora.
Víctor Mora Pujadas, né le 6 juin 1931 à Barcelone et mort le 17 août 2016 dans la même ville, est un écrivain, traducteur et un scénariste de bande dessinée espagnol.

## Biographie
Membre du PSUC durant la guerre d'Espagne, il est incarcéré à la prison Model de Barcelone.
En 1989, Víctor de la Fuente et lui reçoivent le prix Haxtur de la meilleure histoire longue pour Les Anges d'acier : La Rose d'Abyssinie, publié dans Gran Aventurero no 1.

## Œuvre

### Bande dessinée

#### En France

##### Magazines
- Ajax, M.C.L.

1. Au début de l'ère chrétienne, scénario de Maxime Roubinet et Víctor Mora, dessins de Carlo Boscarato et Maxime Roubinet, 1980
2. Tu paies tes crimes Fabius, scénario de Maxime Roubinet et Víctor Mora, dessins de Carlo Boscarato et Maxime Roubinet, 1980

- Akim, Aventures et Voyages, collection Mon journal

361. Le Trésor de Maota, scénario de Víctor Mora, Leo Baxendale et Roberto Renzi, dessins de Leo Baxendale, Augusto Pedrazza et Francisco Darnís, 1974
370. Les Diamants maudits, scénario de Víctor Mora et Roberto Renzi, dessins d'Augusto Pedrazza et Francisco Darnis, 1975
371. Le Talisman, scénario de Víctor Mora et Roberto Renzi, dessins d'Augusto Pedrazza et Francisco Darnis, 1975
372. Ceux qui venaient du froid, scénario de Víctor Mora et Roberto Renzi, dessins d'Augusto Pedrazza et Francisco Darnis, 1975
383. Mikana l'immortelle, scénario de Víctor Mora, Leo Baxendale, Vicar et Roberto Renzi, dessins d'Augusto Pedrazza, Leo Baxendale, Vicar et Francisco Darnis, 1975
386. Le Piège de feu, scénario de Víctor Mora et Roberto Renzi, dessins d'Augusto Pedrazza et Francisco Darnís, 1975
389. L'Or des Maonys, scénario de Víctor Mora et Roberto Renzi, dessins d'Augusto Pedrazza et Francisco Darnis, 1975
390. L'Extra-terrestre, scénario de Víctor Mora, Leo Baxendale et Roberto Renzi, dessins de Leo Baxendale, Augusto Pedrazza et Francisco Darnis, 1975
393. La Boule étincelante, scénario de Víctor Mora, Leo Baxendale, Vicar et Roberto Renzi, dessins d'Augusto Pedrazza, Leo Baxendale, Vicar et Francisco Darnis, 1975
407. Les Hommes de fer, scénario de Víctor Mora, Leo Baxendale et Roberto Renzi, dessins de Leo Baxendale, Augusto Pedrazza et Francisco Darnis, 1976
- Atoll, Jeunesse et vacances

90. L'Ennemi public no 1, scénario de Víctor Mora et Marijac, dessins de Christian Mathelot, Martín Salvador et Chiqui de la Fuente, 1974
98. Les trois robots, scénario de Víctor Mora, Luigi Grecchi et Alberico Motta, dessins de Loredano Ugolini, Martín Salvador et Alberico Motta, 1975
100. Le Missile fou, scénario de Víctor Mora et Luigi Grecchi, dessins de Loredano Ugolini et Martín Salvador, 1975
103. L'Invasion des « Non », scénario de Víctor Mora et Luigi Grecchi, dessins de Loredano Ugolini et Martín Salvador, 1976
- Brik, Aventures et Voyages, collection Mon journal

155. Les Grottes de la mort, scénario de Víctor Mora et Scott Goodall, dessins de Guido Zamperoni, John Stokes et Kurt Caesar, 1971
156. Les Eaux de Londres, scénario de Víctor Mora et Scott Goodall, dessins de John Stokes et Kurt Caesar, 1972
157. Les Dresseurs d'ours, scénario de Víctor Mora, Michel-Paul Giroud et Scott Goodall, dessins de Guido Zamperoni, Michel-Paul Giroud, John Stokes et Kurt Caesar, 1972
158. Le Plongeon vers l'inconnu !, scénario de Víctor Mora et Scott Goodall, dessins de John Stokes, Leone Cimpellin et Kurt Caesar, 1972
159. Le faux espoir, scénario de Víctor Mora et Scott Goodall, dessins de John Stokes, Leone Cimpellin et Kurt Caesar, 1972
160. Agokk, le masqué, scénario de Víctor Mora, Michel-Paul Giroud, Guy Lehideux et Scott Goodall, dessins de Leone Cimpellin, Michel-Paul Giroud, Guy Lehideux, John Stokes et Kurt Caesar, 1973
162. Toujours plus fort, scénario de Víctor Mora, Guy Lehideux et Scott Goodall, dessins de Guy Lehideux, John Stokes et Kurt Caesar, 1973
163. Le Secret de Galaboosh Gulf, scénario de Víctor Mora, Vicar et Scott Goodall, dessins de Vicar, John Stokes et Kurt Caesar, 1973
164. Père Fouettard, scénario de Víctor Mora et Scott Goodall, dessins de John Stokes et Kurt Caesar, 1974
166. La Princesse maudite, scénario de Víctor Mora, Renata Gelardini et Scott Goodall, dessins de John Stokes, Ruggero Giovannini et Kurt Caesar, 1974
167. Au risque de mourir, scénario de Víctor Mora et Scott Goodall, dessins de John Stokes et Kurt Caesar, 1974
168. Tombeau à la dérive, scénario de Víctor Mora et Scott Goodall, dessins de John Stokes et Kurt Caesar, 1975
169. Les Captives du sultan, scénario de Víctor Mora et Scott Goodall, dessins de John Stokes et Kurt Caesar, 1975
170. La Terre tremble, scénario de Víctor Mora, Vicar et Scott Goodall, dessins de Vicar, John Stokes et Kurt Caesar, 1975
171. Drame à Venise, scénario de Víctor Mora et Scott Goodall, dessins de John Stokes, Jaime Juez et Kurt Caesar, 1975
172. De pire en… vampire !, scénario de Víctor Mora, Michel-Paul Giroud et Scott Goodall, dessins de John Stokes, Michel-Paul Giroud, Jaime Juez et Kurt Caesar, 1976
173. Le Marquis de la Merlinoui, scénario de Víctor Mora, Michel-Paul Giroud et Scott Goodall, dessins de John Stokes, Michel-Paul Giroud et Kurt Caesar, 1976
174. Un Émir pour Talath, scénario de Víctor Mora et Scott Goodall, dessins de John Stokes et Kurt Caesar, 1976
175. Grand sorcier léopard, scénario de Víctor Mora, Mario Sbattella et Scott Goodall, dessins de John Stokes, Mario Sbattella et Kurt Caesar, 1976
176. Dansez Milord ! scénario de Víctor Mora et Scott Goodall, dessins de John Stokes, Tom Kerr et Kurt Caesar, 1977
177. Fou ! Fou ! Fou !, scénario de Víctor Mora et Scott Goodall, dessins de John Stokes et Kurt Caesar, 1977
178. Des Coups, scénario de Víctor Mora, Michel-Paul Giroud et Scott Goodall, dessins de John Stokes, Michel-Paul Giroud et Kurt Caesar, 1977
179. Quand ça fait boum, scénario de Víctor Mora, Michel-Paul Giroud et Scott Goodall, dessins de John Stokes, Michel-Paul Giroud et Kurt Caesar, 1977
180. La petite sorcière, scénario de Víctor Mora et Scott Goodall, dessins d'Enrique Fuentes, John Stokes, Jesús Blasco et Kurt Caesar, 1978
181. La Coupe empoisonnée, scénario de Víctor Mora et Scott Goodall, dessins de John Stokes, Jesús Blasco et Kurt Caesar, 1978
182. Milord « Face d'or », scénario de Víctor Mora et Scott Goodall, dessins de John Stokes, Jesús Blasco et Kurt Caesar, 1978
183. L'Île des esclaves, scénario de Víctor Mora, Tom Scully et Scott Goodall, dessins de John Stokes, Julio Schiaffino et Kurt Caesar, 1978
184. La Fille au boulet d'or, scénario de Víctor Mora, Tom Scully et Scott Goodall, dessins de John Stokes, Julio Schiaffino et Kurt Caesar, 1979
185. L'Île des zombis, scénario de Víctor Mora, Tom Scully et Scott Goodall, dessins de John Stokes, Julio Schiaffino et Kurt Caesar, 1979
186. Le Sorcier maudit, scénario de Víctor Mora, Tom Scully et Michel-Paul Giroud, dessins de Michel-Paul Giroud, Julio Schiaffino et Kurt Caesar, 1979
187. L'Homme aux faucons, scénario de Víctor Mora et Tom Scully, dessins de Julio Schiaffino et Kurt Caesar, 1979
188. Un sacré grand jour, scénario de Víctor Mora, Tom Scully et Mario Sbattella, dessins de Mario Sbattella, Julio Schiaffino et Kurt Caesar, 1979
189. Le monstrueux spectre de la nuit, scénario de Víctor Mora, Tom Scully et Mario Sbattella, dessins de Mario Sbattella, Julio Schiaffino et Kurt Caesar, 1980
190. Le Trésor des princes pirates, scénario de Víctor Mora, Tom Scully et Mario Sbattella, dessins de Mario Sbattella, Julio Schiaffino et Kurt Caesar, 1980
191. Vieux pirates, scénario de Víctor Mora et Daniele Fagarazzi, dessins de Maurizio Santoro et Kurt Caesar, 1980
192. La jolie morte, scénario de Víctor Mora et Daniele Fagarazzi, dessins de Maurizio Santoro et Kurt Caesar, 1981
193. Douze balles dans la peau…, scénario de Víctor Mora et Daniele Fagarazzi, dessins de Maurizio Santoro et Kurt Caesar, 1981
194. La Ville martyre, scénario de Víctor Mora et Daniele Fagarazzi, dessins de Maurizio Santoro et Kurt Caesar, 1981
195. Quand un pirate rencontre un autre pirate…, scénario de Víctor Mora et Daniele Fagarazzi, dessins de Maurizio Santoro et Kurt Caesar, 1981
196. Le Prisonnier du Chacal, scénario de Víctor Mora, Michel-Paul Giroud et Daniele Fagarazzi, dessins de Maurizio Santoro, Michel-Paul Giroud et Kurt Caesar, 1982
197. Les Maléfices de Kadabra, scénario de Víctor Mora et Carlos Albiac, dessins d'Ángel Alberto Fernández et Kurt Caesar, 1982
198. Le Règne du Chacal, scénario de Víctor Mora et Carlos Albiac, dessins d'Ángel Alberto Fernández et Kurt Caesar, 1982
199. Mission impossible, scénario de Víctor Mora et Carlos Albiac, dessins d'Ángel Alberto Fernández et Kurt Caesar, 1982
200. L'Assaut final, scénario de Víctor Mora et Carlos Albiac, dessins d'Ángel Alberto Fernández et Kurt Caesar, 1983
201. La Frégate mystérieuse, scénario de Víctor Mora et Carlos Albiac, dessins d'Ángel Alberto Fernández et Kurt Caesar, 1983
202. Le perfide Kamil, scénario de Víctor Mora et Carlos Albiac, dessins d'Ángel Alberto Fernández et Kurt Caesar, 1983
203. Les Vautours de la Méditerranée, scénario de Víctor Mora et Carlos Albiac, dessins d'Ángel Alberto Fernández et Kurt Caesar, 1983
204. La Ville oubliée, scénario de Víctor Mora, Michel-Paul Giroud, John Wagner et Carlos Albiac, dessins d'Ángel Alberto Fernández, Michel-Paul Giroud, Ian Gibson et Kurt Caesar, 1984
205. La Colère du volcan, scénario de Víctor Mora, Michel-Paul Giroud, John Wagner et Carlos Albiac, dessins d'Ángel Alberto Fernández, Michel-Paul Giroud, Ian Gibson et Kurt Caesar, 1984
206. Le Crapaud noir, scénario de Víctor Mora, John Wagner et Carlos Albiac, dessins d'Ángel Alberto Fernández, Ian Gibson et Kurt Caesar, 1984
207. La Loi de la terreur, scénario de Víctor Mora, Michel-Paul Giroud, Gerry Finley-Day et Carlos Albiac, dessins d'Ángel Alberto Fernández, Michel-Paul Giroud et Kurt Caesar, 1984
208. Plus Nains que nains !…, scénario de Víctor Mora, Gerry Finley-Day et Carlos Albiac, dessins d'Ángel Alberto Fernández et Kurt Caesar, 1985
209. Le Prisonnier de Kadabra, scénario de Víctor Mora, Gerry Finley-Day et Carlos Albiac, dessins d'Ángel Alberto Fernández et Kurt Caesar, 1985
210. Au Pays des vampires, scénario de Víctor Mora, Silverio Pisu et Carlos Albiac, dessins d'Alberto Castiglioni et Kurt Caesar, 1985
211. La Cage aux tigres, scénario de Víctor Mora, Silverio Pisu et Carlos Albiac, dessins d'Alberto Castiglioni, Ángel Alberto Fernández et Kurt Caesar, 1985
212. L'Invention du siècle, scénario de Víctor Mora, Silverio Pisu et Carlos Albiac, dessins d'Alberto Castiglioni, Ángel Alberto Fernández et Kurt Caesar, 1986
213. Le Fantôme de Zoraïda, scénario de Víctor Mora, Silverio Pisu et Carlos Albiac, dessins d'Alberto Castiglioni, Ángel Alberto Fernández et Kurt Caesar, 1986
- En garde !, Aventures et Voyages, collection Mon journal

81. Bataillon disciplinaire, scénario de Julio Alfredo Grassi, Roger Lécureux et Víctor Mora, dessins de Francisco Darnis, Alberto Salinas et Tito Marchioro, 1983
82. Le Boudin, scénario de Julio Alfredo Grassi, Roger Lécureux et Víctor Mora, dessins de Francisco Darnis, Alberto Salinas et Tito Marchioro, 1983
- Ivanhoé, Aventures et Voyages, collection Mon Journal

138. Le Meurtre de Reading, scénario de Roger Lécureux et Víctor Mora, dessins d'Ambros et Joseph Garcia, 1971
145. L'Honneur des chevaliers, scénario de Roger Lécureux, Jean Ollivier et Víctor Mora, dessins d'Ambros, Othellio Scarpelli et Joseph Garcia, 1972
149. Les Tueurs de la nuit…, scénario de Roger Lécureux, Jean Ollivier et Víctor Mora, dessins d'Ambros, Othellio Scarpelli et Joseph Garcia, 1972
- Marco Polo, Aventures et Voyages, collection Mon journal

Album no 36, scénario de Jean Ollivier, C.A. Paesi, Mario Basari et Víctor Mora, dessins de Silvano Marinelli, Nevio Zeccara, Josep Gual et Enzo Chiomenti, 1975
- Pif Gadget, Éditions Vaillant

297. Les Compagnons d’Univerzoo: Le Monstre d’Alpha Viridis, nouvelle de Víctor Mora, illustrations de Adolfo Usero, 1974
297. Les Compagnons d’Univerzoo: Le Mystère de Delta 6, scénario de Víctor Mora, dessins de Adolfo Usero, 1974
303. Les Compagnons d’Univerzoo: Les Hippos d’Aquaria, scénario de Víctor Mora, dessins de Adolfo Usero, 1974
308. Les Compagnons d’Univerzoo: Les Sables du Hellas, scénario de Víctor Mora, dessins de Adolfo Usero, 1975
320. Les Compagnons d’Univerzoo: Les Canaux de Mars, scénario de Víctor Mora, dessins de Adolfo Usero, 1975
325. Les Compagnons d’Univerzoo: Malabar s’est échappé, scénario de Víctor Mora, dessins de Adolfo Usero, 1975
331. Les Compagnons d’Univerzoo: S.O.S.! Danger radioactif!, scénario de Víctor Mora, dessins de Adolfo Usero, 1975
344. Les Compagnons d’Univerzoo: L’Épave mystérieuse, scénario de Víctor Mora, dessins de Adolfo Usero, 1975
- Vive l'Aventure, Éditions Vaillant

Vive l'Aventure no 2, , scénario de Roger Lécureux, Jean Ollivier et Víctor Mora, dessins de Kline, Lucien Nortier, Charlie Kiéfer, Adolfo Usero et Christian Gaty, 1980
- Whipii !, Aventures et Voyages, collection Mon journal

Numéro 78, scénario et dessins collectifs, 1979
Numéro 79, scénario et dessins collectifs, 1979
Numéro 80, scénario et dessins collectifs, 1979
Numéro 81, scénario et dessins collectifs, 1980
Numéro 82, scénario et dessins collectifs, 1980
Numéro 83, scénario et dessins collectifs, 1980
Numéro 84, scénario et dessins collectifs, 1980
Numéro 85, scénario et dessins collectifs, 1981
Numéro 86, scénario et dessins collectifs, 1981
Numéro 87, scénario et dessins collectifs, 1981
Numéro 89, scénario et dessins collectifs, 1982
Numéro 90, scénario et dessins collectifs, 1982
Numéro 91, scénario et dessins collectifs, 1982
Numéro 92, scénario et dessins collectifs, 1982
Numéro 97, scénario et dessins collectifs, 1984

##### Albums
- Les Anges d'acier, scénario de Víctor Mora, dessins de Víctor de la Fuente, Dargaud

1. Les Anges d'acier, 1984  (ISBN 2-205-02617-8)
2. Sur la jungle des damnés, 1986  (ISBN 2-205-02928-2)
3. La Rose d'Abyssinie, 1987  (ISBN 2-205-03415-4)
4. Les Griffes de l'Aigle, 1989  (ISBN 2-205-03590-8)

- Bernard de Clairvaux, une Église aimée, scénario de Víctor Mora, dessins de Victor de la Fuente, Éditions du Signe, 1990  (ISBN 2-87718-039-5)
- Chroniques de l'innommé, scénario de Víctor Mora, dessins de Luis García, Dargaud, collection Pilote

1. Chroniques de l'innommé, 1978  (ISBN 2-205-01181-2)
2. Le Naufrage infini, 1982  (ISBN 2-205-02149-4)

- Cœur de fer, scénario de Víctor Mora, dessins de Víctor de la Fuente, Bayard Presse, collection BD Okapi, 1985  (ISBN 2-7009-4030-X)
- Dani Futuro, scénario de Víctor Mora, dessins de Carlos Giménez, Le Lombard, collection Vedette (tome 1) puis Jeune Europe (tomes 2 à 5)

1. La Planète Nevermor, 1973
2. Le Cimetière de l'espace, 1974
3. La Planète des malédictions, 1975  (ISBN 2-205-00951-6)
4. Les Maîtres de Psychedelia, 1976
5. Une Planète en héritage, 1977  (ISBN 2-205-01092-1)
6. La Fin d'un monde, 1982
7. Le Magicien de l'espace, 1983  (ISBN 2-8036-0397-7)

- Félina, scénario de Víctor Mora, dessins d'Annie  Goetzinger, Glénat (tome 1) puis Dargaud

1. Félina, 1979  (ISBN 2-7234-0116-2)[3]
2. Les Mystères de Barcelone, 1982  (ISBN 2-205-02361-6)
3. L'Ogre du Djebel, 1986  (ISBN 2-205-03298-4)

- Gigantik, scénario de Víctor Mora, dessins de J. Cardona, Fleurus

1. La Menace de la Griffe, Fleurus, 1979  (ISBN 2-215-00299-9)
2. La Planète des damnés, EDI-3, 1980  (ISBN 2-215-00380-4)
3. Les Titans de l'espace, Novedi, 1981  (ISBN 2-01-008166-8)
4. La Panète endormie, Hachette, 1981  (ISBN 2-01-008170-6)
5. Le Maître d'un monde, Hachette, 1982  (ISBN 2-01-008738-0)
6. Les Seigneurs de la lumière, Novedi, 1983  (ISBN 2-01-009685-1)
7. Monsieur Smith, profession : Dieu, Novedi, 1984  (ISBN 2-8039-0013-0)

Gigantik Pocket - Les vertes prairies d'Arcadie, Novedi, 1982
- Histoire de France en bandes dessinées, Larousse

4. Hugues Capet - Guillaume le Conquérant, scénario Víctor Mora et Jean Ollivier, dessins d'Eduardo Teixeira Coelho et Víctor de la Fuente, 1977
9. Charles VI - Jeanne d'Arc, scénario Víctor Mora et Jean Ollivier, dessins d'Eduardo Teixeira Coelho et Víctor de la Fuente, 1977
12. Henri IV - Louis XIII, scénario Víctor Mora et Roger Lécureux, dessins de Gérald Forton et Víctor de la Fuente, 1977
- Les Inoxydables, scénario Víctor Mora, dessins d'Antonio Parras, Dargaud

1. Les Inoxydables, 1984  (ISBN 2-205-02575-9)
2. Chang-Haï luxury, 1985  (ISBN 2-205-02745-X)
3. La Croisière des filles perdues, 1986  (ISBN 2-205-03136-8)
4. Le Soutien-gorge bleu, 1988 (ISBN 2-205-03408-0) édité erroné (BNF 34935296)
5. Rio Diamants Vaudou, 1989  (ISBN 2-205-03562-2)

- La Sibérienne, scénario de Víctor Mora, dessins de Víctor de La Fuente, Albin Michel, collection L'Écho des savanes, 1986  (ISBN 2-226-02725-4)
- Sunday, scénario de Víctor Mora, dessins de Víctor de la Fuente, 18 épisodes
- Taranis, fils de la Gaule, scénario de Víctor Mora, dessins de Raffaele Carlo Marcello, Éditions Vaillant, collection G.P Rouge et Or

1. Taranis, fils de la Gaule, 1980  (ISBN 2-261-00722-1)
2. L'Épée de Vercingétorix, 1981  (ISBN 2-261-00870-8)

- Trueno le Paladin - La Reine sorcière d'Anubis, scénario de Víctor Mora, dessins de John M. Burns, Le Vaisseau d'Argent, collection Archives d'Outrepart, 1991  (ISBN 2-87757-036-3)

### Littérature
Romans en catalan
- Els plátans de Barcelona
- El cafè dels homes tristos
- Converses a París
- El tramvia blau
- La presa de poder de Stella Wunderberry
- Entre silencis d'estels i tombes
- Els amants del ciberespai
- Whisky amb napalm
- Perduts al pàrking
- Barcelona 2080 i altres contes improbables
- El somriure etern
- Diari de bord
- La pluja morta
- El cafè dels homes tristos

### Traductions
- Mépris et Merveille (Desprecio y maravilla) du poète Rafael Alberti, de l'espagnol au français.
- Albums d'Astérix, du français à l'espagnol ou au catalan :
  - (ca) El regal de Cèsar (Le Cadeau de César
  - (ca) El fill d'Astèrix (Le Fils d'Astérix)
  - (es) La gran travesia (La Grande Traversée)
  - (es) La residencia de los dioses (Le Domaine des dieux)
  - (es) La gran zanja (Le Grand Fossé)
  - (ca) Astèrix a l'India : el conte de les Mil i Una Hores (Astérix chez Rahàzade)
  - (es) Astérix en Helvecia (Astérix chez les Helvètes)
  - (es) La cizaña (La Zizanie)
  - (es) El escudo arverno (le Bouclier arverne)
  - (es) Asterix y el caldero (Astérix et le Chaudron)
  - (es) El regalo del cesar (Le cadeau de césar)
  - (es) La odisea de Astérix (L'Odyssée d'Astérix)

## Distinctions
- Croix de Saint-Georges de Catalogne (1997)
- Ordre des Arts et des Lettres
- 1989 : Prix Haxtur de la meilleure histoire courte pour La Rose d'Abyssinie